# Workum

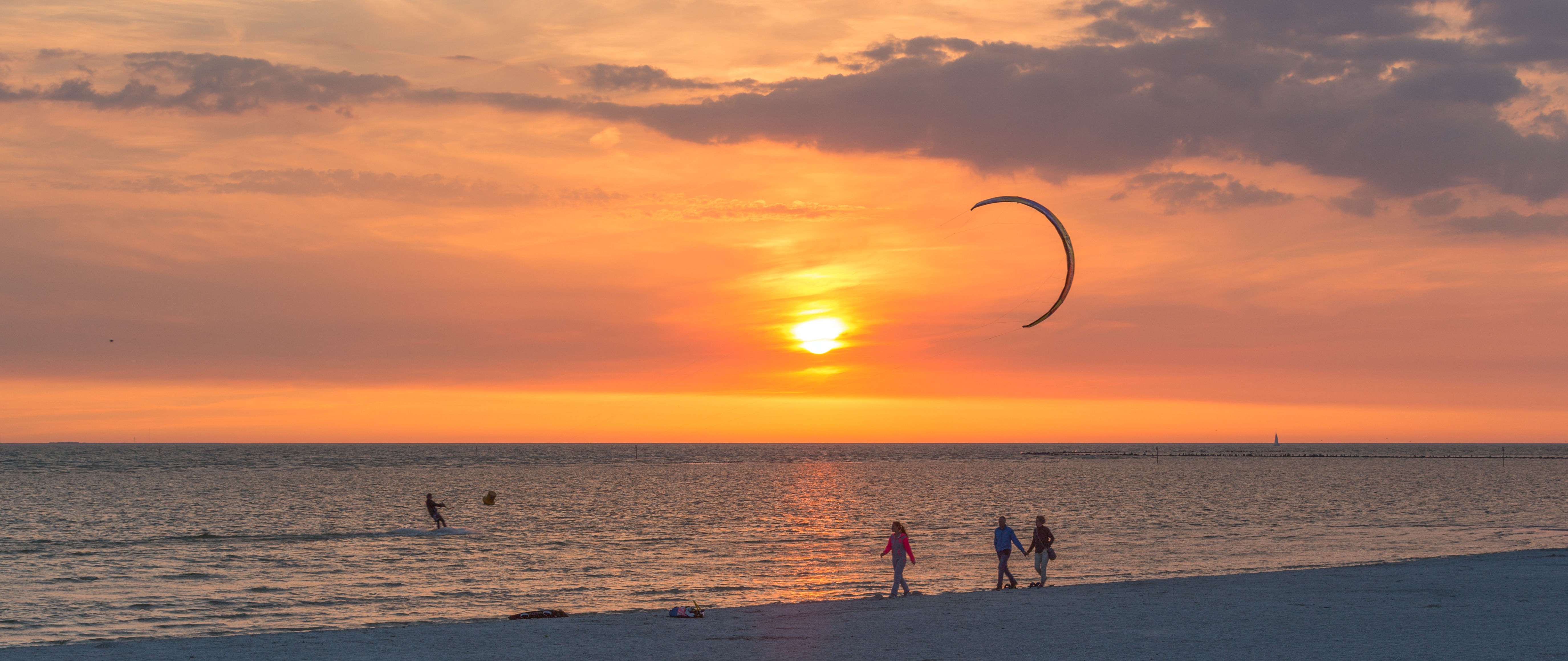
Kitsurf à Workum au soleil couchant.

Workum est une ville située dans la commune néerlandaise de Súdwest Fryslân, dans la province de Frise. Son nom en frison est Warkum.

## Géographie
Workum est située dans l'ouest de la commune de Súdwest Fryslân, près de la rive de l'IJsselmeer, à 15 km au sud-ouest de Sneek.

## Histoire
Workum obtient le statut de ville en 1399. Devenue une commune du royaume des Pays-Bas, elle le demeure jusqu'au 1er janvier 1984, où elle est intégrée à la nouvelle commune de Nijefurd. Le 1er janvier 2011, celle-ci fusionne avec Bolsward, Sneek, Wûnseradiel et Wymbritseradiel pour former la nouvelle commune de Súdwest Fryslân.

## Galerie
|                                                                      |
| La tour de l'église Sainte-Gertrude (de Grote of Sint-Gertrudiskerk) |

|                                                          |
| Le musée du Poids public: de Waag-Museum Warkums Erfskip |

|                                   |
| L'église: de Sint Werenfriduskerk |

|                             |
| Le moulin: de Nijlânnermole |

|                                |
| La ferme située sur la Aldedyk |

## Démographie
Le 1er janvier 2017, la ville comptait 4 435 habitants.